# Alexandre José Maria dos Santos
Alexandre José Maria dos Santos O.F.M., mozambiški duhovnik, škof in kardinal, * 18. marec 1924, Zavala, † 29. september 2021, Maputo.

## Življenjepis
25. junija 1953 je prejel kot prvi mozambiški (črnski) duhovnik duhovniško posvečenje pri frančiškanih.
23. decembra 1974 je bil imenovan za nadškofa Lourenço Marquesa; 9. marca 1975 je kot prvi mozambiški črnski škof prejel škofovsko posvečenje in 22. februarja 2003 se je upokojil s tega položaja.
28. junija 1988 je bil kot prvi črnski Mozambičan povzdignjen v kardinala in imenovan za kardinal-duhovnika S. Frumenzio ai Prati Fiscali.
Umrl je v 98. letu starosti kot eden najstarejših živečih kardinalov.